# César Antonio Ugarte
César Antonio Ugarte Ocampo (Cusco, 26 de diciembre de 1895 - Lima, 1933) fue un economista, historiador y profesor universitario peruano. Fue el primero en hacer un estudio de la historia económica de su país, así como el primer Superintendente de Bancos del Perú.

## Biografía
Estudió en la Universidad  Nacional Mayor de San Marcos, donde se doctoró en Jurisprudencia, Letras y Ciencias Políticas (1917). Por esos años trabó amistad con el entonces joven periodista José Carlos Mariátegui y colaboró en la revista Nuestra época (que editaron el mismo Mariátegui, César Falcón y Félix del Valle y que solo alcanzó dos números, en 1918). Desde julio de 1918 hasta su fallecimiento fue secretario de la redacción de Mercurio Peruano. Revista mensual de ciencias sociales y letras, donde publicó numerosos artículos sobre la situación agraria y la economía del Perú.
Tras un fugaz paso como diplomático, viajó a los Estados Unidos para especializarse en Ciencias Económicas en la Universidad de Yale. Ya de regreso al Perú, asumió la cátedra de Historia Económica y Financiera en San Marcos y trabajó como consultor privado en temas de su especialidad. A base de los textos que usó en sus clases, nació su libro titulado Bosquejo de la historia económica del Perú 1500-1899, (1926) el primer estudio sobre la evolución económica del Perú. Fue el primero en resaltar la importancia de una historia económica nacional, diciendo al respecto lo siguiente:

Creo que el factor económico es el de más general y permanente influencia entre todos los factores de la vida social y que, por tanto, no puede existir una verdadera historia nacional mientras nos se profundice el estudio del aspecto económico de nuestro pasado…

Cabe resaltar que Mariátegui se basó en los estudios de Ugarte para esbozar muchas de las ideas que plasmó en sus célebres 7 ensayos.
Ugarte colaboró destacadamente con la Misión Kemmerer, grupo de expertos financistas estadounidenses, que llegó al Perú en noviembre de 1930, encabezado por el profesor Edwin W. Kemmerer, con la finalidad de dar asesoramiento técnico al gobierno peruano en su esfuerzo de reestructurar las finanzas.
En marzo de 1931, Ugarte integró la Comisión ad honorem convocada por la Junta Nacional de Gobierno de David Samanez Ocampo para realizar un anteproyecto de ley electoral. También se vinculó con el partido Acción Republicana (centrista), que durante las elecciones generales de 1931 apoyó la candidatura presidencial de José María de la Jara y Ureta, quien aceptó postular  estando en Brasil como ministro plenipotenciario.
El 23 de mayo de 1931, la Junta Nacional de Gobierno lo nombró Superintendente de Bancos, siendo el primero en ejercer dicho cargo. Fue ratificado como tal por el Congreso Constituyente, en febrero de 1932, y lo ejerció con eficiencia hasta enero de 1933, cuando fue destituido, al parecer por cuestiones políticas.
Tras dejar la Superintendencia, Ugarte quiso actuar en política. Planeó la reaparición del diario El Perú de la Acción Republicana, pero repentinamente, estando en la calle, le sobrevino un ataque cardíaco y falleció.

## Obras[9]
- Bosquejo de la historia económica del Perú. 1500-1899 (Lima, 1926).
- Los antecedentes históricos del régimen agrario peruano (Lima, 1928).